# 日出バイパス
日出バイパス（ひじバイパス、英語: HIJI BY-PASS）は、東九州自動車道（宇佐別府道路）速見IC - 日出ICを結ぶ延長9.0 kmの自動車専用道路である。路線名は国道10号である。西日本高速道路が一般有料道路として管理している全国路線網の1つである。
日出ICで接続する大分空港道路とともに、地域高規格道路の大分空港道路を構成する。
高速道路ナンバリングによる路線番号は、大分空港道路とともに「E97」が割り振られている。

## 概要
- 起点：大分県速見郡日出町南畑字札ノ辻4927番地の267（速見IC）
- 終点：大分県速見郡日出町藤原字里2353番地の10（日出IC）
- 全長：9.0 km
- 車線数：暫定2車線
- 道路規格：第1種第3級
- 設計速度：80 km/h

## 沿革
- 2002年（平成14年）3月30日：速見IC - 日出IC間開通により全線開通。
- 2010年（平成22年）2月2日：全線が高速道路無料化社会実験の対象区間に指定される。
- 2015年（平成27年）度：積雪時の冬用タイヤ規制を導入[3]。

## インターチェンジなど
- 全区間大分県速見郡日出町内に所在。

| IC 番号                                     | 施設名 | 接続路線名                                            | 起点から (km) |
| ------------------------------------------- | ------ | ----------------------------------------------------- | ------------- |
| 9-4                                         | 速見IC | E10 東九州自動車道（宇佐別府道路） 県道24号日出山香線 | 0.0           |
|                                             | 日出IC | 国道10号（現道）                                      | 9.0           |
| E97 国道213号大分空港道路延伸部 藤原JCT方面 |        |                                                       |               |

## 通行料金
2009年7月現在。
- 軽自動車等：250円
- 普通車：300円
- 中型車：350円
- 大型車：500円
- 特大車：850円

## 日出バイパス利用時の通行料金の徴収方法について
日出ICには料金所はない。
日出バイパスから東九州自動車道を利用する場合
速見ICで通行券（「速見本線」と記載）を入手し、目的地での流出の際に日出バイパスの通行料金があわせて徴収される。
東九州自動車道から日出バイパスを利用する場合
出発地から速見ICまでの通行料金と日出バイパスの通行料金があわせて徴収される。
日出バイパスのみを利用する場合
上下線とも速見ICにて通行料金を徴収する。

## 交通量
24時間交通量（台）　道路交通センサス
| 区間                | 平成17（2005）年度 | 平成22（2010）年度 | 平成27（2015）年度 |
| ------------------- | ------------------ | ------------------ | ------------------ |
| 速見IC/JCT - 日出IC | 3,082              | 5,600              | 4,455              |

（出典：「平成22年度道路交通センサス」・「平成27年度全国道路・街路交通情勢調査」（国土交通省ホームページ）より一部データを抜粋して作成）
- 平成22年度の調査期間中において全線では、高速道路無料化社会実験が行われていた。

- 令和2年度に実施予定だった交通量調査は、新型コロナウイルスの影響で延期された[4]。